# Ceralocyna fulvipes
Ceralocyna fulvipes är en skalbaggsart som beskrevs av Viana 1971. Ceralocyna fulvipes ingår i släktet Ceralocyna och familjen långhorningar. Inga underarter finns listade.